# Copa de Honor Cusenier 1913
La Copa de Honor Cusenier 1913 fue la novena edición de esta competición, el partido final para decidir el ganador de la Copa de Honor Cusenier, competencia internacional organizada por las Asociaciones de Argentina y Uruguay en conjunto. La final la disputaron el Racing Club de Argentina y el Club Nacional de Football de Uruguay.
La copa constó de dos encuentros debido al empate en el primero, ambos se llevaron a cabo en el Estadio Gran Parque Central de Montevideo, el 6 de noviembre y el 8 de diciembre de 1913, respectivamente. Racing Club venció a Nacional por 3-2, luego de empatar por 1 en el primer encuentro, ganando su primer trofeo de Copa Cusenier.

## Clubes clasificados
Clasificaron como campeones de 1912 en sus respectivas ligas.
| AAF (Argentina) |  | Racing Club |  | Campeón de Copa de Honor Municipalidad de Buenos Aires (1912) |
| AUF (Uruguay)   |  | Nacional    |  | Campeón de Primera División de Uruguay (1912)                 |

## Partidos

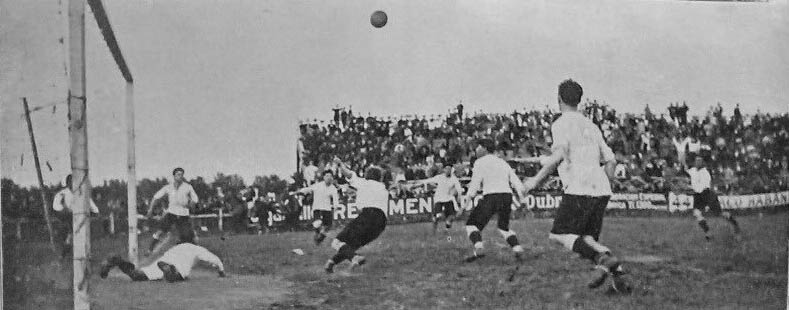
El Racing Club vs. el Club Nacional de Fútbol en la Copa de Honor Cousenier de 1913.

| 6 de noviembre de 1913 | Nacional     | 1:1 (1-0) | Racing Club | Estadio Gran Parque Central, Montevideo |                       |
|                        | R. Vallarino |           | J. Hospital | Árbitro(s): H. Gondra                   | Árbitro(s): H. Gondra |

| 8 de diciembre de 1913 | Racing Club                                 | 3:2 (2:0) | Nacional                          | Estadio Gran Parque Central, Montevideo |                       |
|                        | A. Marcovecchio 23', 130' · J. Hospital 24' |           | D. Gorla 65' · E. Beheregaray 89' | Árbitro(s): H. Gondra                   | Árbitro(s): H. Gondra |

|                                 |
|                                 |
| Campeón Racing Club 1.er título |

| Predecesor: 1912 | Copa de Honor Cusenier 1913 | Sucesor: 1914 |